# Christoph Murer
Christoph Murer, auch Christoph Maurer (* Februar 1558 in Zürich; † 27. März 1614 in Winterthur), war ein Zürcher Glasmaler, Buchillustrator und Dichter.

## Werdegang
Als Sohn des Kartografen und Glasmalers Jos Murer (1530–1580) war sein Werdegang vorgegeben: Er absolvierte seine Lehre bei seinem Vater, wo er 1579 die Standesscheibe für das Kloster Wettingen vollendete. Danach zog er nach Basel, wo er vermutlich in der Werkstatt von Jörg Wannewitsch arbeitete. Spätestens 1583 zog es ihn nach Strassburg, wo er den aus Zug stammende Glasmaler Bartholomäus Lingg kennenlernte. Im Jahre 1586 kehrte er nach Zürich zurück, zog in das Haus «Zum Kindli» (heute Pfalzgasse 1) und betrieb zusammen mit seinem Bruder Josyas (1564–1630) eine Glasmalerwerkstatt. Er arbeitete hier in erster Linie als Scheibenreiser, betätigte sich aber auch als Buchillustrator (so bei Johann Rudolf Wolf) und Dichter. Er wurde 1600 in den Grossen Rat von Zürich gewählt. 1611 übernahm er das Amt des Zürcher Amtmanns in Winterthur, das er wie sein Vater bis zu seinem Tod bekleidete.

## Werke
Die Standesscheibe für das Kloster Wettingen (ausgeliefert 1579) wurde zwar bei seinem Vater Jos Murer bestellt, trägt aber auch drei Signaturen von Christoph Murer. Es wird angenommen, dass sein künstlerischer Einfluss hierauf gross war. Sie entspricht schon seinen kurze Zeit darauf entstandenen Scheibenrissen( Entwürfen für eine Glasmalerei) und allegorischen Radierungen zur Eidgenossenschaft in der für ihn typischen hohen Qualität.
Die 1586 von Abt Christoph Silberysen in Auftrag gegebene Wappenscheibe für das Kloster Wettingen, die von Murer und Joachim Brennwald hergestellt wurde, ist verschollen. Einzig der Preis von 51 Pfund und 5 Schilling ist noch bekannt.
Ebenfalls verschollen ist ein Scheibenriss von 1597 zuhanden des Wettinger Abtes Peter Schmied; dieser löste aber 1600 eine Abtscheibe aus. Diese wurde mit grosser Wahrscheinlichkeit für das Wettinger Amtshaus in Zürich hergestellt. Sie kam auf nicht geklärte Weise in den Besitz von Lord Sudeley auf Toddington Manor (Gloucestershire), welcher sie 1911 verkaufte. Seither ist die Scheibe verschollen.
Die Werkstatt Murers lieferte 1606 eine dreizehnteilige Standesscheibenfolge für das Rathaus Luzern, wo sie immer noch zu sehen ist. Aus dem Jahre 1609 stammen sechs Scheiben eines Standeszyklus, die ebenfalls auf Schloss Toddington sind. Es handelt sich wohl um einen Teil der für den Kreuzgang des Klosters Frauenthal (ZG) hergestellten Scheiben.
Seine Werke signierte Murer mit S M oder ST M, für Stoffel Murer, wie er auch genannt wurde.

## Weitere Werke
- Handzeichnung, 1825 auf einer Auktion Nürnberg: Ein Fähndrich in altschweizerischer Tracht und eine nackende Frau stehen unter einer reichen reichen Architectur. und halten ein Wappenschild.[2]
- Vier Glasscheiben mit dem Gleichnis vom Verloren Sohn, 1610, sind im Museum Tucherschloß, Nürnberg, zu sehen.